# Téhini
Téhini är en underprefektur i Elfenbenskusten. Den ligger i departementet med samma namn, i den nordöstra delen av landet, 400 km nordost om huvudstaden Yamoussoukro.